# Campeonato Mundial de Atletismo de 2015 - 400 m masculino
A prova dos 400 metros masculino do Campeonato Mundial de Atletismo de 2015 foi disputada entre 23 e 26 de agosto no Estádio Nacional de Pequim, em Pequim.

## Recordes
Antes desta competição, os recordes mundiais e do campeonato nesta prova eram os seguintes:
| Tipo                  | Atleta          | Tempo | Local   | Data                 | Ref |
| --------------------- | --------------- | ----- | ------- | -------------------- | --- |
|                       | Michael Johnson | 43.18 | Sevilha | 26 de agosto de 1999 | ver |
| Recorde do campeonato | Michael Johnson | 43.18 | Sevilha | 26 de agosto de 1999 | ver |

## Medalhas
| Ouro                    | Prata                 | Bronze             |
| Wayde van Niekerk (RSA) | LaShawn Merritt (USA) | Kirani James (GRN) |

## Cronograma
Todos os horários são locais (UTC+8).
| Data         | Hora  | Evento        |
| ------------ | ----- | ------------- |
| 23 de agosto | 11:10 | Eliminatórias |
| 24 de agosto | 20:05 | Semifinal     |
| 26 de agosto | 21:25 | Final         |

## Resultados

### Eliminatórias
Qualificação: Os 3 de cada bateria (Q) e os 6 melhores tempos  (q) avançam para a semifinal. 
| Classificação | Bateria | Atleta                 | Nacionalidade        | Tempo | Notas |
| ------------- | ------- | ---------------------- | -------------------- | ----- | ----- |
| 1             | 2       | Yousef Masrahi         | Arábia Saudita       | 43,93 | Q, AR |
| 1             | 2       | Rusheen McDonald       | Jamaica              | 43,93 | Q, NR |
| 3             | 2       | Isaac Makwala          | Botswana             | 44,19 | Q     |
| 4             | 6       | Wayde van Niekerk      | África do Sul        | 44,42 | Q     |
| 5             | 1       | David Verburg          | Estados Unidos       | 44,43 | Q     |
| 6             | 2       | Martyn Rooney          | Grã-Bretanha         | 44,45 | q, PB |
| 7             | 3       | LaShawn Merritt        | Estados Unidos       | 44,51 | Q     |
| 8             | 1       | Machel Cedenio         | Trinidad e Tobago    | 44,54 | Q     |
| 8             | 6       | Renny Quow             | Trinidad e Tobago    | 44,54 | Q, SB |
| 10            | 4       | Kirani James           | Granada              | 44,56 | Q     |
| 11            | 4       | Luguelín Santos        | República Dominicana | 44,62 | Q     |
| 12            | 6       | Bryshon Nellum         | Estados Unidos       | 44,65 | Q, PB |
| 13            | 1       | Jonathan Borlée        | Bélgica              | 44,67 | Q, SB |
| 14            | 6       | Chris Brown            | Bahamas              | 44,68 | q     |
| 15            | 1       | Peter Matthews         | Jamaica              | 44,69 | q, PB |
| 16            | 2       | Liemarvin Bonevacia    | Países Baixos        | 44,72 | q, NR |
| 17            | 3       | Javon Francis          | Jamaica              | 44,83 | Q     |
| 18            | 4       | Lalonde Gordon         | Trinidad e Tobago    | 44,97 | Q     |
| 19            | 3       | Kévin Borlée           | Bélgica              | 45,01 | Q, SB |
| 20            | 3       | Michael Mathieu        | Bahamas              | 45,07 | q     |
| 21            | 3       | Nery Brenes            | Costa Rica           | 45,08 | q     |
| 22            | 2       | Pavel Maslák           | Chéquia              | 45,16 |       |
| 23            | 4       | Onkabetse Nkobolo      | Botswana             | 45,17 | PB    |
| 24            | 5       | Rabah Yousif           | Grã-Bretanha         | 45,24 | Q     |
| 25            | 1       | Pavel Ivashko          | Rússia               | 45,25 | PB    |
| 25            | 6       | Winston George         | Guiana               | 45,25 | NR    |
| 27            | 5       | Steven Gardiner        | Bahamas              | 45,26 | Q     |
| 28            | 1       | Luka Janežic           | Eslovênia            | 45,28 | NR    |
| 28            | 1       | Albert Bravo           | Venezuela            | 45,28 |       |
| 30            | 4       | Hederson Estefani      | Brasil               | 45,36 | SB    |
| 31            | 6       | Hugo de Sousa          | Brasil               | 45,42 | SB    |
| 32            | 4       | Jarryd Dunn            | Grã-Bretanha         | 45,49 |       |
| 33            | 5       | Vernon Norwood         | Estados Unidos       | 45,53 | Q     |
| 34            | 5       | Mame-Ibra Anne         | França               | 45,55 |       |
| 35            | 6       | Gustavo Cuesta         | República Dominicana | 45,59 |       |
| 36            | 5       | Abbas Abubakar Abbas   | Bahrein              | 45,64 |       |
| 37            | 3       | Yuzo Kanemaru          | Japão                | 45,65 |       |
| 38            | 3       | Aliaksandr Linnik      | Bielorrússia         | 45,79 |       |
| 39            | 4       | Vitaliy Butrym         | Ucrânia              | 45,88 |       |
| 40            | 5       | Alphas Leken Kishoyian | Quênia               | 46,02 |       |
| 41            | 1       | Bralon Taplin          | Granada              | 46,27 |       |
| 42            | 3       | Guo Zhongze            | China                | 46,42 |       |
| 43            | 5       | Mohamed Khouaja        | Líbia                | 46,50 | SB    |
| 44            | 5       | Berend Koekemoer       | África do Sul        | 46,52 |       |
|               | 2       | Donald Sanford         | Israel               | DNS   |       |

### Semifinal
Qualificação: Os 2 de cada bateria (Q) e os 2 melhores tempos  (q) avançam para a final. 
| Classificação | Bateria | Atleta              | Nacionalidade        | Tempo | Notas |
| ------------- | ------- | ------------------- | -------------------- | ----- | ----- |
| 1             | 2       | Isaac Makwala       | Botswana             | 44,11 | Q     |
| 2             | 1       | Kirani James        | Granada              | 44,16 | Q     |
| 3             | 1       | Luguelín Santos     | República Dominicana | 44,26 | Q, NR |
| 4             | 3       | Wayde van Niekerk   | África do Sul        | 44,31 | Q     |
| 5             | 3       | LaShawn Merritt     | Estados Unidos       | 44,34 | Q, SB |
| 6             | 2       | Yousef Masrahi      | Arábia Saudita       | 44,40 | Q     |
| 7             | 2       | Rabah Yousif        | Grã-Bretanha         | 44,54 | q, PB |
| 8             | 3       | Machel Cedenio      | Trinidad e Tobago    | 44,64 | q     |
| 9             | 2       | Lalonde Gordon      | Trinidad e Tobago    | 44,70 |       |
| 10            | 1       | David Verburg       | Estados Unidos       | 44,71 |       |
| 11            | 1       | Kevin Borlée        | Bélgica              | 44,74 | SB    |
| 12            | 3       | Javon Francis       | Jamaica              | 44,77 |       |
| 12            | 2       | Bryshon Nellum      | Estados Unidos       | 44,77 |       |
| 14            | 3       | Jonathan Borlée     | Bélgica              | 44,85 |       |
| 15            | 2       | Rusheen McDonald    | Jamaica              | 44,86 |       |
| 16            | 1       | Renny Quow          | Trinidad e Tobago    | 44,98 |       |
| 16            | 2       | Steven Gardiner     | Bahamas              | 44,98 |       |
| 18            | 1       | Vernon Norwood      | Estados Unidos       | 45,07 |       |
| 18            | 1       | Chris Brown         | Bahamas              | 45,07 |       |
| 20            | 3       | Martyn Rooney       | Grã-Bretanha         | 45,29 |       |
| 21            | 2       | Nery Brenes         | Costa Rica           | 45,41 |       |
| 22            | 1       | Peter Matthews      | Jamaica              | 45,42 |       |
| 23            | 3       | Michael Mathieu     | Bahamas              | 45,43 |       |
| 24            | 3       | Liemarvin Bonevacia | Países Baixos        | 45,65 |       |

### Final
A final ocorreu às 21:25.
| Classificação     | Faixa | Atleta            | Nacionalidade        | Tempo | Notas  |
| ----------------- | ----- | ----------------- | -------------------- | ----- | ------ |
| Medalha de ouro   | 6     | Wayde van Niekerk | África do Sul        | 43,48 | WL, AR |
| Medalha de prata  | 8     | LaShawn Merritt   | Estados Unidos       | 43,65 | PB     |
| Medalha de bronze | 5     | Kirani James      | Granada              | 43,78 | SB     |
| 4                 | 7     | Luguelín Santos   | República Dominicana | 44,11 | NR     |
| 5                 | 4     | Isaac Makwala     | Botswana             | 44,63 |        |
| 6                 | 3     | Rabah Yousif      | Grã-Bretanha         | 44,68 |        |
| 7                 | 2     | Machel Cedenio    | Trinidad e Tobago    | 45,06 |        |
| 8                 | 9     | Yousef Masrahi    | Arábia Saudita       | 45,15 |        |

Legenda
| Recorde mundial       | Recorde mundial (World record)               |                       | Recorde africano                      | Recorde africano (African) |                                           | Q | Classificado por posição (Qualified) |
| Recorde do campeonato | Recorde do campeonato (Championship record)  | Recorde da América    | Recorde da América (Americas)         | q                          | Classificado por melhor tempo (Qualified) |   |                                      |
| Melhor marca do ano   | Melhor marca do ano (World leading)          | Recorde asiático      | Recorde asiático (Asian)              | DNS                        | Não largou (Did not start)                |   |                                      |
| Recorde nacional      | Recorde nacional (National record)           | Recorde europeu       | Recorde europeu (European)            | DNF                        | Não terminou (Did not finish)             |   |                                      |
| Recorde pessoal       | Recorde pessoal do atleta (Personal best)    | Recorde da Oceania    | Recorde da Oceania (Oceania)          | DSQ / DQ                   | Desclassificado (Disqualified)            |   |                                      |
| Recorde da temporada  | Recorde da temporada do atleta (Season best) | Recorde sul-americano | Recorde sul-americano (South America) | NM                         | Sem marca (No mark)                       |   |                                      |